# 古斯塔夫·胡萨克
古斯塔夫·胡萨克（1913年1月10日—1991年11月18日），生於现在的斯洛伐克的布拉迪斯拉发，是前捷克斯洛伐克的政治家、捷克斯洛伐克共產黨前总书记。他的政治实践被称为“胡萨克主义”。

## 生平
1913年生于布拉迪斯拉发的一个失业工人家庭。早年就读于布拉迪斯拉发夸美纽斯大学法律系，1933年在校期间加入捷克斯洛伐克共产党，后参加地下反法西斯斗争，在第二次世界大战期间，胡萨克曾被捷克傀儡政府监禁三年（1940年—1943年），后于1943年释放出狱。1945年后在政府工作。1950年被指控为资产阶级民族主义分子，解除其党内外职务。1951年被捕并开除党籍，1960年被特赦，1963年恢复名誉和党籍。
1968年4月起，先后任政府副总理、斯洛伐克共产党中央第一书记和捷共中央主席团委员等职。布拉格之春后，1969年4月取代杜布切克出任捷共第一书记，成为最高领导人。胡萨克上台後否定否定布拉格之春，並對党内發動清洗。包括杜布切克在内共有50余万共产党员遭到清洗。全国七成的各级领导人被撤换，全国有200余万人遭牽連，约20万人逃亡西方。1971年出任总书记、中央主席团委员等。1970年代初开始，胡萨克又允許一些被清洗的人重新加入捷克斯洛伐克共產黨，但要求這些人不准支持布拉格之春。1975年起兼任总统。1977年，知識分子提出爭取人權的《七七憲章》。
1980年代後期，捷克斯洛伐克共產黨政治局内部開始討論是否要模仿蘇聯實行戈尔巴乔夫式的改革。瓦西尔·比拉克等人反对任何改革，而卢博米尔·什特劳加尔等人支持改革。起初胡萨克保持中立，1987年4月，胡薩克決定於1991年开始改革。
1987年晚些時候，胡萨克辞去总书记职务，米洛什·雅克什接任總書記。
1989年12月在“天鹅绒革命”中辞去总统职务。1990年2月被捷共开除出党。1991年在布拉迪斯拉发病逝。

## 所获荣誉
捷克斯洛伐克
- 捷克斯洛伐克社会主义共和国英雄（三次：1969年8月23日、1972年12月27日、1982年12月3日）[3]
- 克莱门特·哥特瓦尔德勋章（四枚：1968年4月30日、1972年12月27日、1983年1月7日、1988年1月7日）[4]
- 胜利的二月勋章（1973年2月20日）[5]
- 共和国勋章（1978年1月9日）[6]

 苏联
- 苏联英雄（1983年1月9日）
- 列宁勋章（四枚：1969年8月27日、1973年1月9日、1983年1月9日、1988年1月8日）
- 十月革命勋章（1978年1月9日）

其他国家
- 东德卡尔·马克思勋章
- 朝鮮民主主義人民共和國一级国旗勋章
- 蒙古人民共和国苏赫巴托勋章
- 古巴何塞·马蒂勋章

## 流行文化
身为捷共领导人，周旋于苏联和国内的自由民主运动之间，由于善于逢场作戏，被称为“影帝”，2008年纪录片《影帝胡萨克》（V hlavní roli Gustáv Husák）就是描写胡萨克在位时期的处世为人。

### 书籍
- MACHÁČEK, Michal. Gustáv Husák. Praha : Vyšehrad 2017, 632 s. ISBN 978-80-7429-388-7.
- MACHÁČEK, Michal. The Strange Unity. Gustáv Husák and Power and Political Fights Inside the Communist Party of Czechoslovakia as Exemplified by Presidency Issue (1969-1975), in: Czech Journal of Contemporary History, 2016, vol. 4, 104–128 pp.  （页面存档备份，存于）.

| 政党职务                 | 政党职务                                                                  | 政党职务               |
| ------------------------ | ------------------------------------------------------------------------- | ---------------------- |
| 前任： 杜布切克          | 捷克斯洛伐克共产党中央委员会总书记 (1969-1971年称第一书记) 1969年－1987年 | 繼任： 米洛什·雅克什   |
| 官衔                     |                                                                           |                        |
| 前任： 卢德维克·斯沃博达 | 捷克斯洛伐克总统 1975年－1989年                                           | 繼任： 瓦茨拉夫·哈维尔 |